# نیزه‌نوک پیشانی‌آبی
نیزه‌نوک پیشانی‌آبی (نام علمی: Doryfera johannae) نام یک گونه از سرده نیزه‌نوک‌ها است.